# 治疗扑克上瘾
《治疗扑克上瘾》（英語：A Cure for Pokeritis）是一部1912年的无声短片，由约翰·邦尼和弗洛拉·芬奇主演。邦尼去世后，影片还曾以《扑克治疗良方》（英語：A Sure Cure for Pokeritis）之名重新发行。这部家庭喜剧讲述一位丈夫赌博成瘾，他的夫人为此请堂兄弟针对周末牌局上演了一场假警察突击检查，希望以此治好丈夫的赌博恶习。维塔格拉夫制片厂制作了许多与本片类似的短片，邦尼和芬奇也因这影片成为早期的电影明星。虽然其幽默风格已经过时，但仍被公认为是其时代和流派具有历史意义的代表性作品。2011年，本片因其在“文化、历史和审美方面的显著成就”，由美国国会图书馆作为邦尼芬奇电影的代表作品列入国家电影登记部下属的国家电影登记表保护电影名单。

## 剧情
乔治·布朗在扑克牌局中失利后回到家，发誓要戒赌。但在朋友比奇洛（Bigelow）的说服下，他还是继续瞒着夫人玛丽（Mary）参加每周一次的牌局，声称自己只是去参加兄弟会联谊活动。乔治晚上说梦话吐露了实情，妻子由此产生怀疑，让自己的堂兄弟弗雷迪·杜德拉普（Freddie Dewdrop）跟踪丈夫而得知了实情。玛丽和其他赌客的太太们一起想了个办法来终止她们丈夫的赌局，让弗雷迪和他细胞小组的其他成员一起装扮成警察对牌局进行突击检查。众赌徒的夫人随后到达，“警察”离开现场，让太太教训这些被抓现行的先生。影片以布朗夫妇和解结束。

## 演员
约翰·邦尼和弗洛拉·芬奇饰演人物的姓名并不完全确定。虽然可以根据片中用来将众赌徒的夫人请到一起的信件中确认两位主角分别是玛丽·布朗和乔治·布朗，但是维塔格拉夫制片厂的内部刊物中针对该制片厂所有影片的演员表有不同记载，在这份刊物中，两位主角分别是邦尼·夏普夫妇，所谓的“布朗先生”则是另一位小角色的名字。
- 约翰·邦尼饰邦尼·夏普先生（或乔治·布朗）
- 弗洛拉·芬奇饰邦尼·夏普夫人（或玛丽·布朗）
- 查尔斯·埃尔德里奇（Charles Eldridge）饰比奇洛[4]
- 哈罗德·威尔逊（Harold Wilson）饰邦尼（乔治）的另一位朋友
- 罗斯·塔普利（Rose Tapley）饰比奇洛的妻子
- 莉·贝尔德（Leah Baird）饰某位赌徒的太太
- 哈利·莫雷（Harry T. Morey）饰弗雷迪·杜德拉普
- 汤姆·鲍尔斯（Tom Powers）饰弗雷迪的朋友
- 詹姆斯·莫里森（James Morrison）饰弗雷迪的朋友
- 威廉·邓恩（William R. Dunn）饰布朗先生
- 阿瑟·罗森（Arthur Rosson）饰服装制造商

## 制作
《治疗扑克上瘾》是维塔格拉夫制片厂制作的多部单卷或更短的喜剧短片之一，这些短片均为家庭喜剧题材，由邦尼和芬奇主演，人称“邦尼格拉夫”（Bunnygraphs）或“邦尼芬奇”（Bunnyfinches）:121。由于维塔格拉夫制片厂的影片普遍没有存档，所以这些短片起初制作的确切数量仍不得而知。不同来源中估计的数据也有很大不同，有超过150部的，有超过200部的，还有超过260部的，其中大部分如今都已佚失。
这部影片也是早期电影试图突破常规画面运动和定位的一个范例。片中“警察”突袭的一场戏无论镜头前还是镜头后都同时有动作进行，演员可以在其间穿行，以此表现出镜头的纵深程度。这一拍摄技巧提高了镜头的真实性和影片的节奏感。

## 音乐
剧院在放映无声电影时会附有各种类型的音乐伴奏，根据电影及播放场地的不同，伴奏的音乐有可能是现场钢琴或管弦乐团演奏，也可能是预先录制的曲目，或者完全没有音乐:199-200。一些影片中会带有提示文字表明音乐的播放时间，或是选择一些特定的歌曲作为伴奏。1910至1912年间，选定的歌曲以流行音乐为主:223，这主要是因为这些歌曲的歌名或歌词与电影间存在某方面联系，或是为了与影片形成对比而提供带有恰当织体的音乐。从1910年开始，维塔格拉夫为其制作的所有影片都提供了伴奏曲目名单:256。
维塔格拉夫为《治疗扑克上瘾》推荐的音乐中首先是《我很高兴我结婚了》和《我盯上你了》。接下来又推荐在乔治向夫人宣称自己要去参加兄弟会活动时播放《我不相信你》或《我是帕齐俱乐部的荣誉会员》。男主角说梦话时的伴奏曲目则是《如果你说梦话，别提我的名字》，接下来则是弗雷迪进行调查时播放的《回工厂去，玛丽》，以及“警察”突袭时播放的《啊哦我亲爱的》，最终电影结束时播放的曲目则是《别带我回家》。

## 评价和影响
从类型片的角度看，“邦尼格拉夫”是这一时期电影的代表作品，这些作品非常成功，约翰·邦尼成为第一位美国喜剧电影明星，弗洛拉·芬奇也成为第一位女笑星。《治疗扑克上瘾》于1912年2月23日发行，获得了良好的评价，还有在美国以外的美国放映。新西兰的《泰晤士星报》（Thames Star）形容影片“好笑得令人讶异”。约翰·邦尼去世后，他的作品仍然很受欢迎，维塔格拉夫为此于1917年宣布会重新发行包括本片（更名为《扑克治疗良方》）在内的多部由他出演的电影，作为“最受欢迎电影精选”推出。不过，《治疗扑克上瘾》的喜剧风格随着时间的推移变得过时，特别是在面对马克·森内特（Mack Sennett）的闹剧影片以及之后查理·卓别林和巴斯特·基顿等喜剧演员的作品时对比尤其明显:59。据电影学者唐纳德·麦卡弗里（Donald McCaffrey）和克里斯托弗·雅各布斯（Christopher Jacobs）表示，虽然其中演员功力值得称道，但现代观众在观看本片的过程中恐怕“很难闪烁出一丝的微笑”:59。

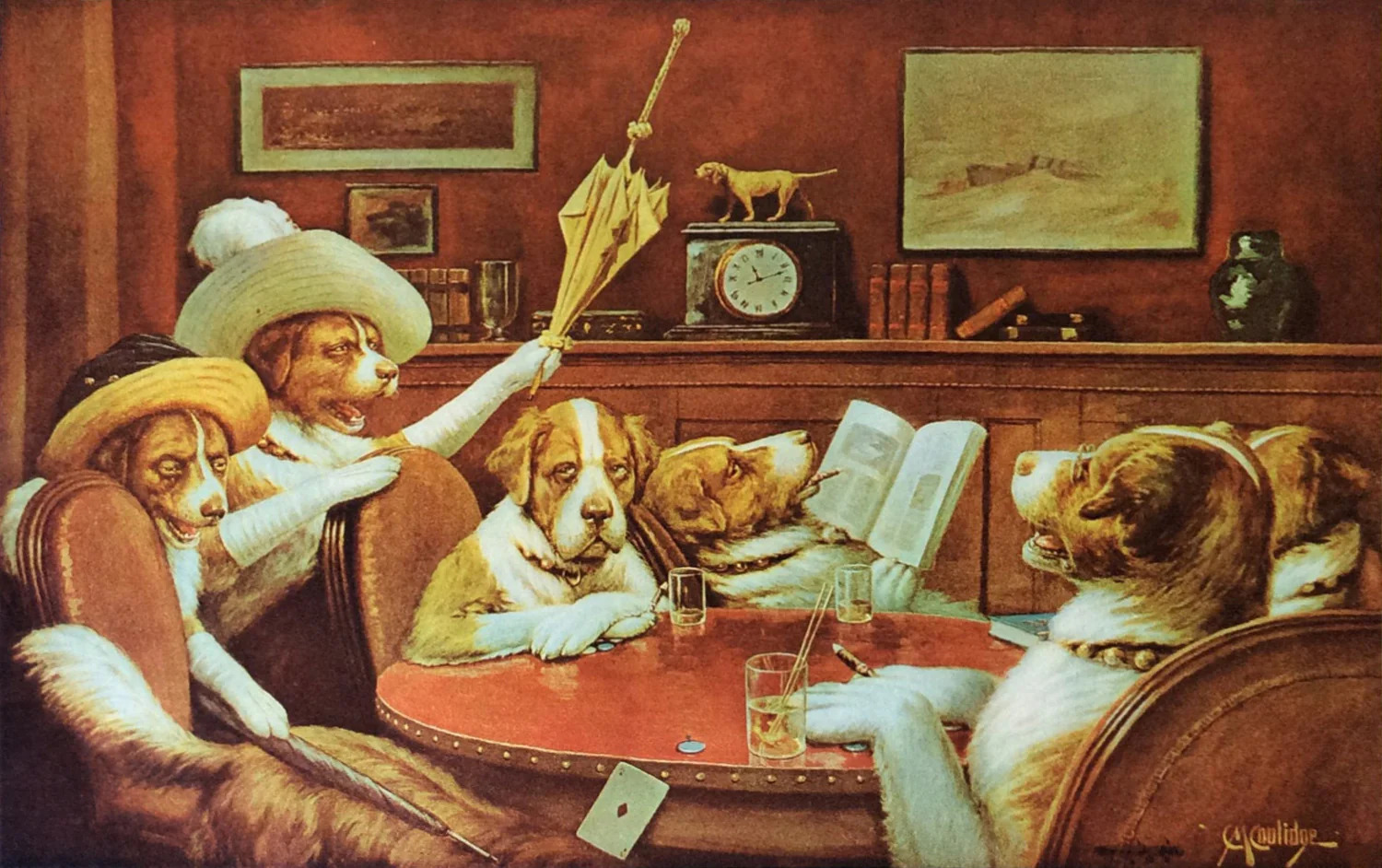
柯立芝的《狗玩扑克牌》系列画作内容上与本片类似，只是把其中人物换成了拟人化的狗

电影的主题及其与之后诞生艺术作品之间的关系一直是批判性分析的话题。《治疗扑克上瘾》可能是第一部描绘扑克牌局的电影，其中反映出当时大众对这种赌局的看法：一种以男性为主导的社会疾病。卡修斯·马塞勒斯·柯立芝1903年推出的《狗玩扑克牌》（Dogs Playing Poker）系列画作中也表现出类似的看法，其中一幅《与病友同坐》（Sitting up with a Sick Friend）与本片情节很相似。有评论中将《治疗扑克上瘾》与20世纪末以及40年代的情景喜剧相比较:121:23。鲍尔州立大学的电影历史学家韦斯·格林（Wes Gehring）认为，乔治是现代反英雄原型的先驱，并将布朗夫妇和劳莱与哈台相提并论。还有作家研究了电影中的性别问题。杰拉尔德·麦斯特（Gerald Mast）认为，电影的喜剧基础是男子气概和女性主义道德观之间的冲突。布鲁内尔大学讲师杰夫·金（Geoff King）认为，男主角对逃离妻子“囚禁”的努力尝试是无声喜剧片中经常出现的主题:130，影评人彼得·纳什（Peter Nash）认为，“挑剔而女性化”的弗雷迪是现代男同性恋角色的代表。
2011年，本片因其在“文化、历史和审美方面的显著成就”，由美国国会图书馆作为邦尼芬奇电影的代表作品列入国家电影登记部下属的国家电影登记表保护电影名单。

## 家用媒体
《治疗扑克上瘾》已属公有领域，可以通过包括互联网在内的多种途径获得。1998年，基诺国际（Kino International）将本片收入《闹剧百科全书》（Slapstick Encyclopedia），这是一套无声片的录像带套装，一共8卷，之后又由影像娱乐（Image Entertainment）于2002年重新发行了5碟套装。

## 解释说明
1. ↑  原名为，阿尔伯特·冯·提尔泽作曲，杰克·诺沃斯作词[15]。
2. ↑  原名为，西奥多·莫尔斯作曲，·海格和·林格本作词[16]。
3. ↑  原名为，哈利·冯·提尔泽作曲，威廉·狄龙作词[17]:1344。
4. ↑  原名为，哈利·冯·提尔泽作曲，安德鲁·斯特林作词[17]:1345。
5. ↑  原名为，纳特·艾耶尔作曲，西摩·布朗作词，杰罗姆·H·雷米克发行[18]。
6. ↑  原名为，词曲均由克拉伦斯·加斯基尔创作[19]。
7. ↑  原名为，伯特·格兰特作曲，比利·莫里西作词，杰罗姆··雷米克发行[17]:1422。
8. ↑  原名为，哈利·冯·提尔泽作曲，文森特·布莱恩作词[20]。